# 에어버스 A321neo
에어버스 A321neo(영어: Airbus A321neo)는 에어버스가 만든 단일 통로 여객기이다. A321neo(새로운 엔진 옵션의 머리글자뿐만 아니라 그리스어로 "새로운"을 의미함)는 에어버스 A321과 에어버스 A320neo 패밀리에서 개발되었다. 이는 에어버스 A320 시리즈 중 가장 긴 동체이자 A321의 가장 최신 버전이며 1994년 루프트한자와 함께 원래의 A321 최고경영자가 운행을 시작했다. 이는 일반적으로 2개의 클래스 구성으로 180에서 220명의 승객을 수용할 수 있으며 고밀도 배열로 최대 244명의 승객을 수용할 수 있다.
에어버스는 2010년 12월 A321neo를 A321의 개량 및 대체품으로 발표하였다. 새로운 엔진과 샤크렛을 기본 장착한 A321neo는 상업용 에어버스 협체 여객기 중 가장 긴 동체를 가지고 있다. 에어버스는 CFM International LEAP-1A 또는 Pratt and Whitney PurePower PW1100G-JM 기어드 터보팬 엔진을 장착하여 승객 1인당 연료 효율을 20% 증가시키고 500 해리 이상의 범위, 즉 2톤 이상의 탑재량으로 광고한다. 보잉은 A321neo의 도입 1년 후에 경쟁사의 협체 패밀리 737 MAX의 새로운 세대를 선보였다.
A321neo는 2016년에 생산을 시작했으며, 최종 조립은 독일 함부르크에서 이루어졌다. 2017년 5월 31일 버진 아메리카와 함께 첫 상업 비행을 시작했다. 2023년 9월 현재, 85명의 공개된 고객이 총 5,422대의 A321neo 항공기를 주문했으며, 그 중 1,153대의 항공기가 인도되었다.

## 파생형

### A321neo

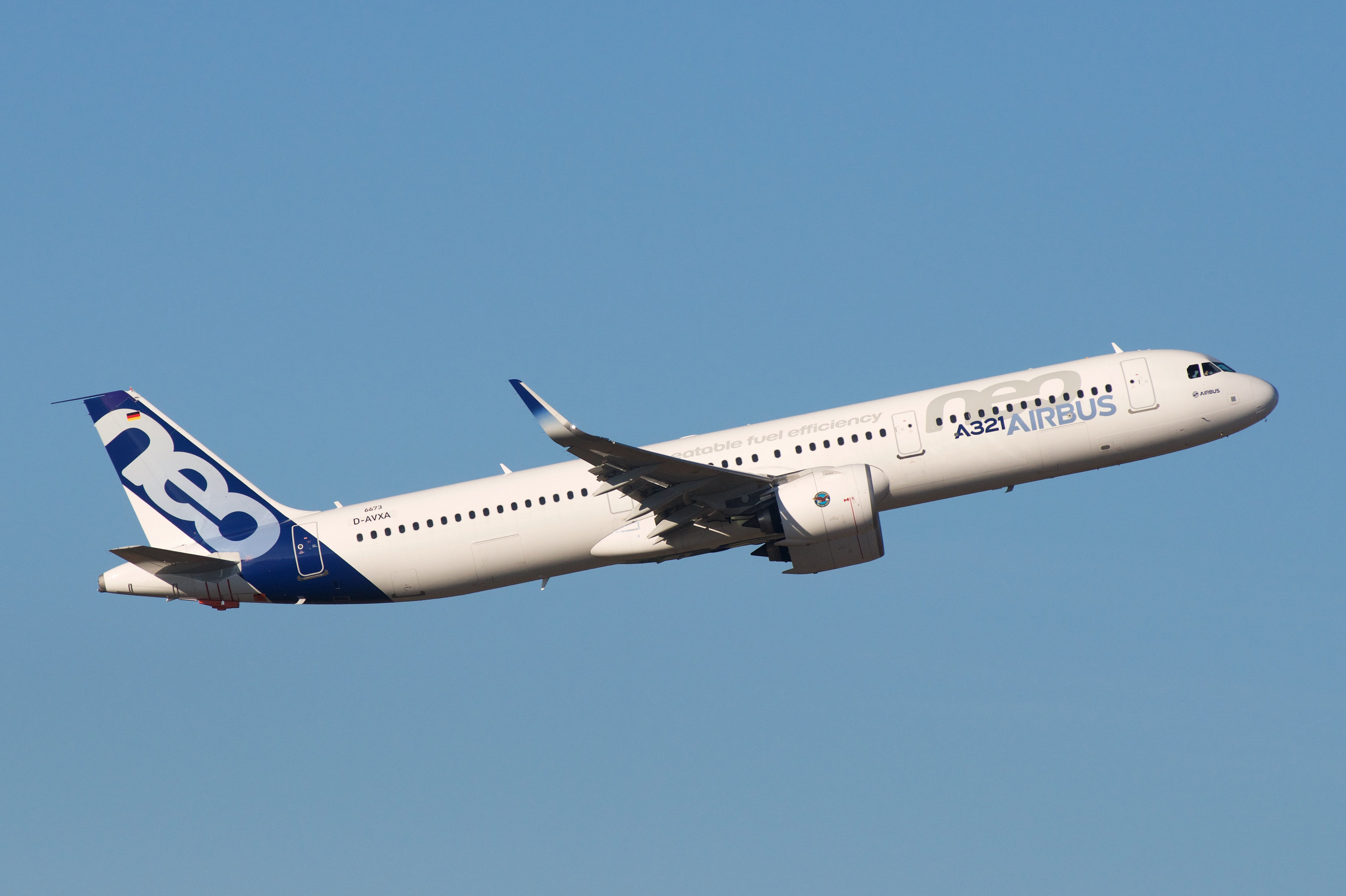
A321neo의 프로토타입

A321neo는 원래 A321ceo와 길이가 같지만 착륙 장치와 날개의 구조적 강화, 증가된 날개 하중 및 더 높은 최대 이륙 중량(MTOW)으로 인한 기타 사소한 수정을 포함한다.
대한민국에는 대한항공과 아시아나항공이 보유하고 있으며, 양사 모두 캐빈 플렉스 옵션(NX)을 적용했다. 다만 적용한 엔진은 서로 다른데, 아시아나항공은 LEAP 엔진을 장착했고 대한항공은 PW1000G를 장착했다.

### A321LR

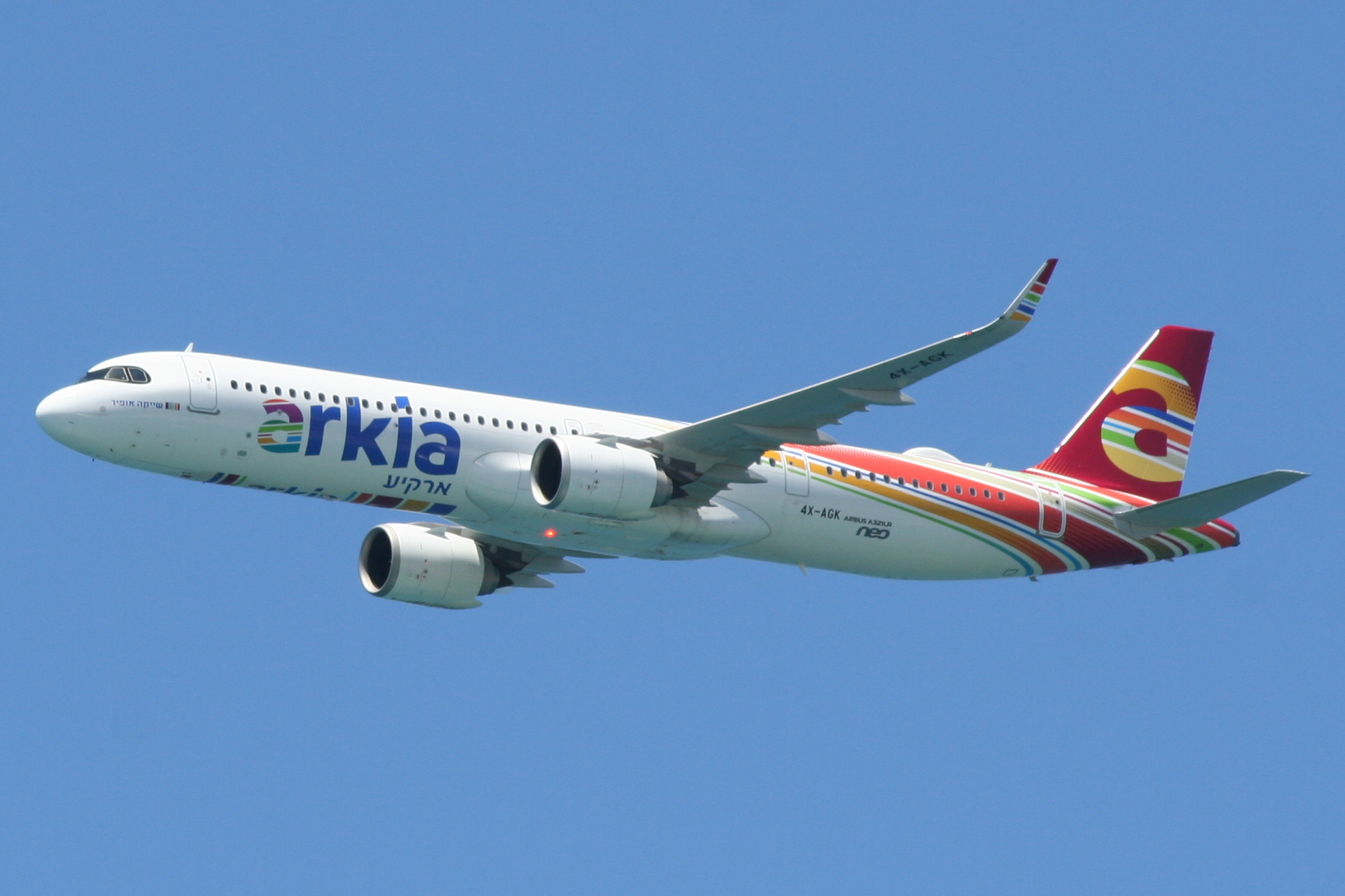
아키아의 A321LR

2014년 10월, 에어버스는 169개의 좌석, 27% 더 낮은 여행 비용 및 좌석당 24% 더 낮은 좌석당 비용으로 구성된 보잉 757-200보다 100 nmi (190km; 120 mi) 더 많은 운영 범위를 가진 A321LR (Long Range)라고 불리는 세 개의 보조 연료 탱크를 갖춘 164석, 97 t (214,000 lb) MTOW 변형을 판매하기 시작했다. 그것은 A321neo로부터 2년 후인 2018년 하반기에 도입될 예정이었다. 국내에서는 에어부산이 유일하게 보유하고 있다.

### A321XLR

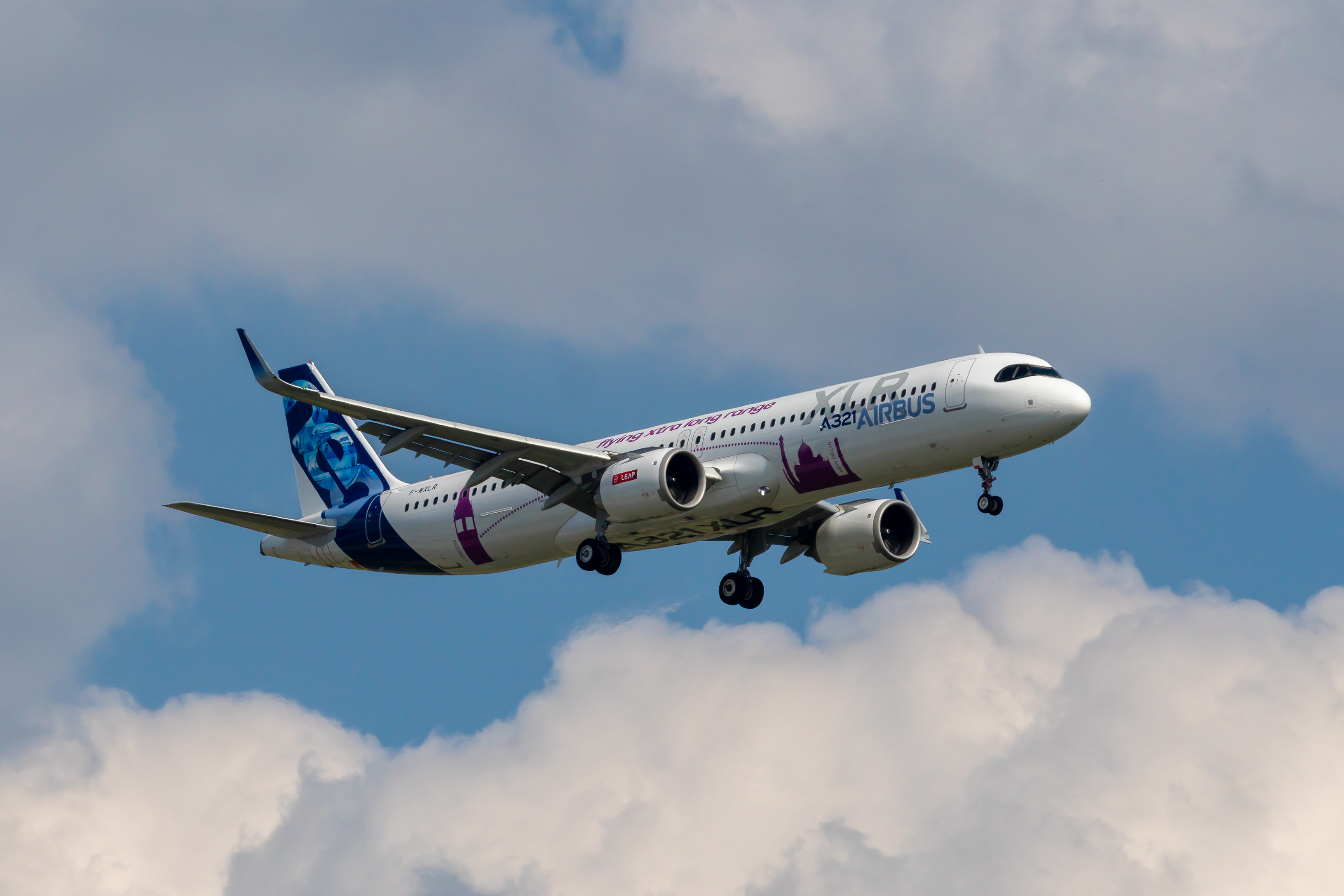
A321XLR

2018년 1월, 에어버스는 강화된 착륙 장치가 필요한 MTOW가 더욱 증가한 A321LR 변형을 연구하고 있다고 밝혔다. 저밀도 캐빈으로 거의 5,000nmi(9,300km; 5,800마일)를 비행할 것으로 예상되었다. 보잉 뉴 중형 비행기가 목표로 삼을 가능성이 있는 더 많은 시장 부문을 커버할 것이다. 4,500 nmi(8,300 km; 5,200 mi)로 확장된 제안된 A321XLR은 2021년 또는 2022년에 서비스를 시작하기 위해 2019년에 출시될 것이다. 무게를 줄이기 위해 동체에 통합된 중앙 연료 탱크는 확대될 것이다. 2018년 7월 현재, 목표 범위 증가의 약 200–300 nmi (370–560 km; 230–350 mi)가 이미 확보되었다; 나머지 200 nmi (370 km; 230 mi)를 달성하기 위해서는 추가 작업이 필요할 것이다.

## 사양
| 세부 기종             | A321neo                                                                                         | A321LR                                                                                          | A321XLR                                                                                         |
| --------------------- | ----------------------------------------------------------------------------------------------- | ----------------------------------------------------------------------------------------------- | ----------------------------------------------------------------------------------------------- |
| 조종실 최대 인원      | 2                                                                                               | 2                                                                                               | 2                                                                                               |
| 좌석수 (2개의 클래스) | 206 (16J @ 36 in + 190Y @ 30 in)                                                                | 206 (16J @ 36 in + 190Y @ 30 in)                                                                | 206 (16J @ 36 in + 190Y @ 30 in)                                                                |
| 좌석수 (1개 클래스)   | 244 @ 28 in                                                                                     | 244 @ 28 in                                                                                     | 244 @ 28 in                                                                                     |
| 화물 용량             | 51.70 m3 (1,826 cu ft) / 10×LD3-45s                                                             | 51.70 m3 (1,826 cu ft) / 10×LD3-45s                                                             | 51.70 m3 (1,826 cu ft) / 10×LD3-45s                                                             |
| 길이                  | 44.51 m (146 ft)                                                                                | 44.51 m (146 ft)                                                                                | 44.51 m (146 ft)                                                                                |
| 넓이                  | 35.80 m (117 ft 5 in)                                                                           | 35.80 m (117 ft 5 in)                                                                           | 35.80 m (117 ft 5 in)                                                                           |
| 날개                  | 122.4 m2 (1,318 ft2) area, 25° sweep                                                            | 122.4 m2 (1,318 ft2) area, 25° sweep                                                            | 122.4 m2 (1,318 ft2) area, 25° sweep                                                            |
| 높이                  | 11.76 m (38.6 ft)                                                                               | 11.76 m (38.6 ft)                                                                               | 11.76 m (38.6 ft)                                                                               |
| 동체                  | 3.95 by 4.14 m (13.0 by 13.6 ft) width × height, 3.70 m (12.1 ft) wide cabin                    | 3.95 by 4.14 m (13.0 by 13.6 ft) width × height, 3.70 m (12.1 ft) wide cabin                    | 3.95 by 4.14 m (13.0 by 13.6 ft) width × height, 3.70 m (12.1 ft) wide cabin                    |
| 최대이륙중량          | 93.5 t (206,100 lb)                                                                             | 97 t (213,800 lb)                                                                               | 101 t (222,700 lb)                                                                              |
| 최대중량              | 25.5 t (56,200 lb):3-2-1                                                                        | 25.5 t (56,200 lb):3-2-1                                                                        | 25.5 t (56,200 lb):3-2-1                                                                        |
| 최소중량              | 50.1 t (110,500 lb)                                                                             | 50.1 t (110,500 lb)                                                                             | 50.1 t (110,500 lb)                                                                             |
| 연료 용량             | 23,490 L (6,205 US gal)                                                                         | 32,853 L (8,679 US gal)                                                                         | 45,753–48,874 L (12,087–12,911 US gal)                                                          |
| 엔진 (×2)             | CFM LEAP-1A, 78 in (2.0 m) fan Pratt & Whitney PW1100G-JM, 81 in (2.1 m) fan                    | CFM LEAP-1A, 78 in (2.0 m) fan Pratt & Whitney PW1100G-JM, 81 in (2.1 m) fan                    | CFM LEAP-1A, 78 in (2.0 m) fan Pratt & Whitney PW1100G-JM, 81 in (2.1 m) fan                    |
| Max. Thrust (×2)      | 143.05–147.28 kN (32,160–33,110 lbf)                                                            | 143.05–147.28 kN (32,160–33,110 lbf)                                                            | 143.05–147.28 kN (32,160–33,110 lbf)                                                            |
| 속도                  | Cruise: Mach 0.78 (516 kn; 956 km/h; 594 mph)%s Max.: Mach 0.82 (542 kn; 1,005 km/h; 624 mph)%s | Cruise: Mach 0.78 (516 kn; 956 km/h; 594 mph)%s Max.: Mach 0.82 (542 kn; 1,005 km/h; 624 mph)%s | Cruise: Mach 0.78 (516 kn; 956 km/h; 594 mph)%s Max.: Mach 0.82 (542 kn; 1,005 km/h; 624 mph)%s |
| 천장                  | 39,100–39,800 ft (11,900–12,100 m)                                                              | 39,100–39,800 ft (11,900–12,100 m)                                                              | 39,100–39,800 ft (11,900–12,100 m)                                                              |
| 항속 거리             | 3,500 nmi (6,480 km; 4,030 mi)                                                                  | 4,000 nmi (7,410 km; 4,600 mi)                                                                  | 4,700 nmi (8,700 km; 5,410 mi)                                                                  |

### 엔진
| 항공기 모델 | 인증 날짜        | 엔진          | 이륙 추력              | 최대 연속적인          |
| ----------- | ---------------- | ------------- | ---------------------- | ---------------------- |
| A321-271N   | 2016년 12월 15일 | PW 1133G-JM   | 147.28 kN (33,110 lbf) | 145.81 kN (32,780 lbf) |
| A321-251N   | 2017년 3월 1일   | CFM LEAP-1A32 | 143.05 kN (32,160 lbf) | 140.96 kN (31,690 lbf) |
| A321-253N   | 2017년 3월 3일   | CFM LEAP-1A33 | 143.05 kN (32,160 lbf) | 140.96 kN (31,690 lbf) |
| A321-272N   | 2017년 5월 23일  | PW 1130G-JM   | 147.28 kN (33,110 lbf) | 145.81 kN (32,780 lbf) |
| A321-252N   | 2017년 12월 18일 | CFM LEAP-1A30 | 143.05 kN (32,160 lbf) | 140.96 kN (31,690 lbf) |
| A321-251NX  | 2018년 3월 22일  | CFM LEAP-1A32 | 143.05 kN (32,160 lbf) | 140.96 kN (31,690 lbf) |
| A321-252NX  | 2018년 3월 22일  | CFM LEAP-1A30 | 143.05 kN (32,160 lbf) | 140.96 kN (31,690 lbf) |
| A321-253NX  | 2018년 3월 22일  | CFM LEAP-1A33 | 143.05 kN (32,160 lbf) | 140.96 kN (31,690 lbf) |
| A321-271NX  | 2018년 3월 22일  | PW 1133G-JM   | 147.28 kN (33,110 lbf) | 145.81 kN (32,780 lbf) |
| A321-272NX  | 2018년 3월 22일  | PW 1130G-JM   | 147.28 kN (33,110 lbf) | 145.81 kN (32,780 lbf) |

## 같이 보기
- 에어버스 A320neo 패밀리
- 보잉 737 MAX
- 투폴레프 Tu-204